# Simyra venosa
Simyra venosa är en fjärilsart som beskrevs av Moritz Balthasar Borkhausen 1792. Simyra venosa ingår i släktet Simyra och familjen nattflyn. Inga underarter finns listade i Catalogue of Life.